# M37 (天体)
座標:  05h 52m 18.0s, +32° 33′ 12″
M37 (NGC 2099) はぎょしゃ座にある散開星団。

## 概要
ぎょしゃ座のM36・M37・M38の3つの散開星団の中で最も規模が大きく、500個以上の恒星からなる星団である。集中度はたて座のM11と同じで大きさは約2倍ある。
明るい星の中に微星が多くちりばめられており、小口径でも見応えがあり、大口径の望遠鏡になればなるほど星が多く見えてきて、どの望遠鏡でも楽しめる星団である。双眼鏡では星雲状に見え、M36、M38とともに視界に入る。口径10cmでは多くの星々が確認でき、微星も見える。

## 観測史
1654年以前にジョヴァンニ・バッティスタ・オディエルナによって発見されているが、彼の発見は世に知られなかった。ギヨーム・ル・ジャンティは1749年に同じぎょしゃ座にあるM36とM38を発見しているが、より規模が大きく目立つM37は見逃している。その後、1764年9月2日にシャルル・メシエが独立して発見したため、オディエルナの業績が再評価されるまで発見者はメシエとされていた。メシエは「M36にやや先行する。小さな星が並んで集まり接近し、星雲状のものをつつんでいる。3.5フィートの望遠鏡では星はみられない」と記している。